# México bárbaro (álbum)
México bárbaro es el sexto álbum de estudio de la banda mexicana de thrash metal Transmetal lanzado en 1996. 
Después del éxito obtenido con "El Infierno de Dante" el grupo se toma dos años para preparar su siguiente disco, el cual los lleva nuevamente a los Morrisound Recording.  
Después de terminar el Tour para promocionar el disco, el vocalista Alberto Pimentel abandona la agrupación por segunda ocasión, esta vez, de manera definitiva.

## Lista de canciones
1. México Bárbaro - 05:24
2. Dios nos Agarre Confesados - 03:16
3. Arboleda de Ahorcados - 04:14
4. El Llanto del Paraíso - 03:52
5. Poder y Pudrición - 03:18
6. Angel Enfermo - 03:27s
7. Fariseos - 03:18
8. El mito de la Sangre - 04:00
9. Miserable - 03:42
10. Ceveline - 03:41
11. Rio Rojo - 04:35
12. Elegiaco - 04:45

## Alineación
- Alberto Pimentel - Voz, Guitarra
- Juan Partida Bravo - Guitarra
- Lorenzo Partida Bravo - Bajo
- Javier Partida Bravo - Batería

## Trivia
- Cabe mencionar que George "Corpsegrinder" Fisher (ex-Monstrosity, Cannibal Corpse) hace los coros en las canciones de "México Bárbaro" y "Ceveline".
- Graham Howard toca los teclados en "México Bárbaro" y "Elegiaco".

## Enlaces
- Encyclopaedia Metallum

- Datos: Q6036001